# Wallmapuwen

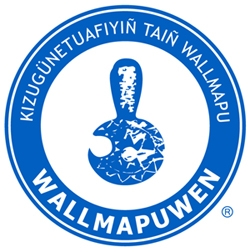
Logo de l'organisation politique Wallmapuwen.

Wallmapuwen (Compatriotes du Pays Mapuche en français) est une organisation politique en cours de légalisation en tant que parti politique dans le cadre juridique chilien. C'est un mouvement de gauche, démocratique, nationaliste mapuche, autonomiste et laïque. Il est représenté dans le Wallmapu (Pays Mapuche en français) qui s'étend sur un territoire comprenant la Région de l'Araucanie et quelques communes adjacentes de la Région du Biobío et de celle de Los Ríos, nouvellement créée.
Son principal objectif, dans le cadre d'un État plurinational, plurilinguistique et décentralisé au Chili, est l'obtention d'un statut d'autonomie pour le territoire mapuche sous le nom de Wallmapu ou Pays Mapuche. 
Cet objectif d'autonomie se traduit par :
- la redynamisation de l'un des principaux signes de l'identité du pays mapuche, sa langue, le mapudungun.
- l'accession au pouvoir politique de la "nation mapuche" afin de dépasser les idéologies indigiennistes prédominantes actuellement dans la société chilienne.

Wallmapuwen a signé des accords de coopération avec d'autres forces politiques de nations sans État comme Esquerra Republicana de Catalunya, le Bloque Nacionalista Galego (tous les deux en Espagne) et l'Union démocratique bretonne en France.